# Грязнушинский
Грязнушинский — посёлок в Кизильском районе Челябинской области России. Входит в состав Богдановского сельского поселения. 

## География
Посёлок расположен в южной части Кизильского района Челябинской области, на правом берегу реки Урал. 

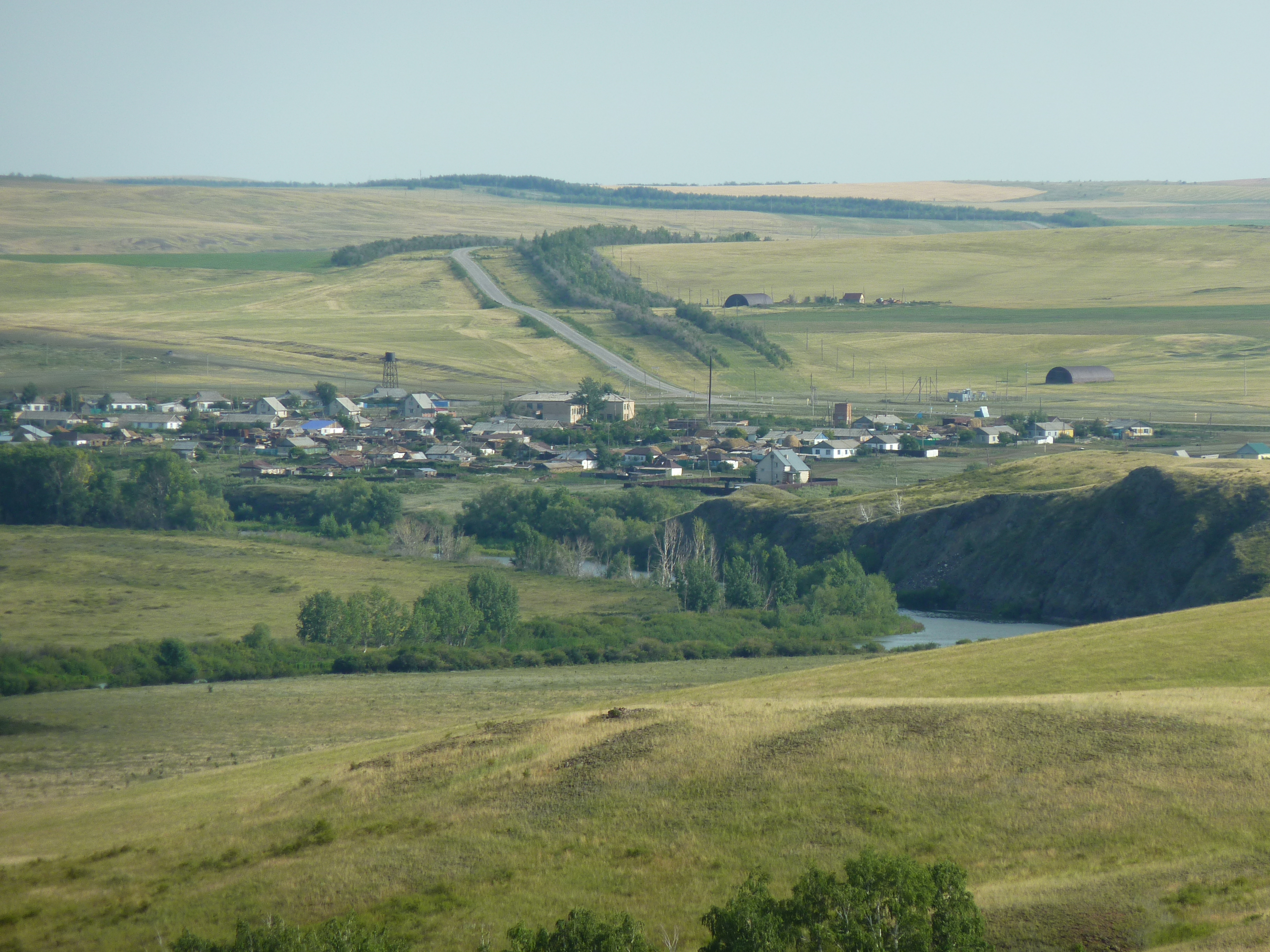

Природная зона, — степь (ковыльно-типчаковая), участок рельефа — Зауральская холмистая возвышенная равнина (Зауральский пенеплен). 
Возле Грязнушинского расположено несколько памятников природы:
- берёзовый лог на реке Урал, южнее посёлка,
- геологический разрез вулканических образований на левом берегу р. Урал, у посёлка,
- гора Чека в 7 км северо-восточнее посёлка.

Село связано грунтовыми и шоссейными дорогами с соседними населёнными пунктами. Расстояние до районного центра село Кизильское 23 км. Расстояние до административного центра Богдановского сельского поселения села Богдановского 14 км.

## Население
| 1866 | 1901 | 2002 | 2010 |
| ---- | ---- | ---- | ---- |
| 396  | 812  | 376  | ↘323 |